# André Kowalski
André Kowalski (* 6. Mai 1963 in Berlin) ist ein deutscher Fotograf, der durch seine Alltags- und Porträtfotos in der DDR und im wiedervereinigten Deutschland bekannt wurde.

## Leben
Geboren in Ost-Berlin, entdeckte Kowalski früh seine Leidenschaft für die Fotografie. Mit elf Jahren begann er zu fotografieren, nachdem ihm seine Eltern eine Praktica LTL3 geschenkt hatten. Im Keller seiner Familie richtete er ein eigenes Fotolabor ein. Bereits mit 14 Jahren verkaufte er erste Fotos an die DDR-Zeitung BZ am Abend – für 25 Mark pro Bild (BZ-Berlin, 2016).
Nach einer Ausbildung zum Fotografen und Kameramann arbeitete er ab 1982 für die DDR-Tageszeitung Der Morgen. Zudem studierte er Fotodesign an der Hochschule für Grafik und Buchkunst in Leipzig. Seine Arbeiten konzentrierten sich auf Stadtansichten, Straßenszenen und Porträts, die das Alltagsleben in der DDR dokumentierten.
1988 nutzte Kowalski eine offizielle Reise nach Hamburg, um sich von seiner Reisegruppe abzusetzen und in den Westen zu fliehen. Nach einem kurzen Intermezzo in einem Werbefotostudio wurde er von einer Fotoagentur engagiert. Fortan spezialisierte er sich auf Reportagen, Porträts und Homestories für Illustrierte, Künstleragenturen, Fernsehen und Werbeagenturen.
In den 1990er Jahren war Kowalski als Fotograf für die Zeitschrift SUPERillu tätig. Er gehörte zu den Fotografen der ersten Verleihung der „Goldenen Henne“, eines von der SUPERillu initiierten Publikumspreises. Seine Arbeiten trugen dazu bei, das Bild der Zeitschrift in den Anfangsjahren mitzugestalten.
Heute lebt André Kowalski in Berlin und arbeitet als freier Fotograf. Sein Portfolio umfasst Architektur-, People-, Porträt-, Reportage- und Werbefotografie.

## Ausstellungen
- Das verschwundene Land DDR, Kursana Domizil, Berlin, 2019
- AENO – Anne Dohrenkamp & Andre Kowalski, Galerie Mond, Bleibtreustraße, Berlin, 2020
- AENO – Anne Dohrenkamp & Andre Kowalski, Weilburg, 2021